# Зарзма (село)
Зарзма (груз. ზარზმა) — село в Грузии, на территории Адигенского муниципалитета края (мхаре) Самцхе-Джавахети.

## География
Село находится в южной части Грузии, на правом берегу реки Кваблиани, на расстоянии 3 километров (по прямой) к западу от посёлка городского типа Адигени, административного центра муниципалитета. Абсолютная высота — 1292 метра над уровнем моря.

## Население
По результатам официальной переписи населения 2014 года, в Зарзме проживал 321 человек (170 мужчин и 151 женщина). В национальной структуре населения грузины составляли 99,7 %, русские — 0,3 %.
| Год  | Население, человек |
| ---- | ------------------ |
| 2002 | 394                |
| 2014 | ↘ 321              |

## Достопримечательности
В селе расположен средневековый монастырь Зарзма.